# 天使によって空に運ばれるマグダラのマリア
『天使によって空に運ばれるマグダラのマリア』（てんしによってそらにはこばれるマグダラのマリア、仏: Madeleine portée au ciel par des anges）、または『マグダラのマリアの被昇天』（マグダラのマリアのひしょうてん、伊: Assunzione della Maddalena、英: The Assumption of Magdalene）は、イタリア・バロック期の画家のパルマ派の画家ジョヴァンニ・ランフランコが1615-1617年にキャンバス上に油彩で制作した絵画である。『新約聖書』に登場する女性マグダラのマリアの晩年の伝説を主題としている。作品は現在、ナポリのカポディモンテ美術館に所蔵されている。

## 歴史

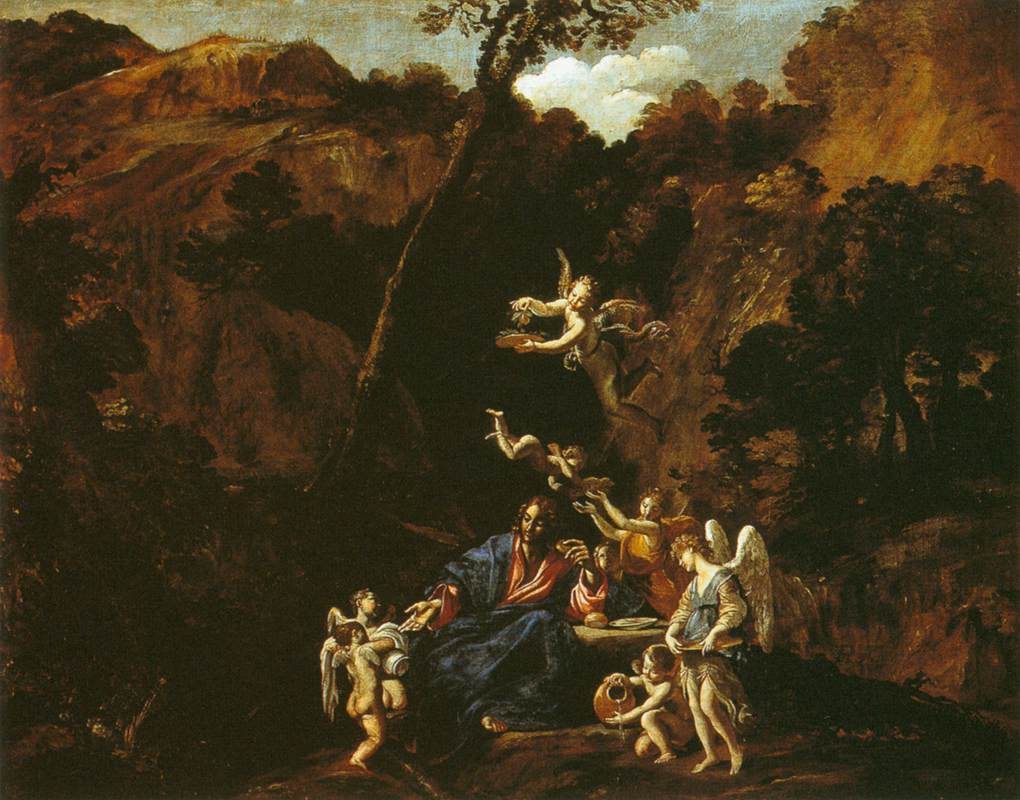
『天使にかしずかれるキリスト』、「隠遁者のカメリーノ」のための別の作品、カポディモンテ美術館、ナポリ

ジョヴァンニ・ランフランコは1602年からローマに滞在した。ランフランコはアンニーバレ・カラッチのもとで修業をし、ファルネーゼ宮殿にあるカラッチの下絵にもとづくフレスコ画『神々の愛』の神話場面から採られた8点の絵画をドメニキーノと共作した。
本作は、枢機卿オドアルド・ファルネーゼにより、ファルネーゼ宮殿とサンタ・マリア・デッ・ロラツィオーネ・エ・モルテ教会の間にある「隠遁者のカメリーノ (Camerino degli Eremiti)」の名で知られる場所のために委嘱された。ファルネーゼ枢機卿は、1611年にその場所を借りるために連帯同心会と契約を結んだが、場所は上述の教会に隣接していたので、祈りと瞑想のために使用するのには格好であった。
場所を取得した後に、枢機卿はジョヴァンニ・ランフランコに連作を委嘱することに決めた。これら連作とは、回廊側面壁用の、風景の中に聖人と隠遁者を表した4点のフレスコ画、および回廊ヴォールトに接する格間上の9点のキャンバス画であり、すべて1615-1618年に制作された（制作が開始された日付は知られていないが、制作に対する最終的な支払いは1618年になされたことがわかっている）。本作『天使によって空へ運ばれるマグダラのマリア』は、ヴォールトを装飾したキャンバス画のうちの1点である。
1653-1662年の間に、回廊は解体され、ファルネーゼ家のコレクションの1部をなしていた9点のキャンバス画はパルマに運ばれた。1680年に本作はジャルディーノ宮殿に、次いでピロッタ宮殿で目録に登録された。
1732年のサンタ・マリア・デッ・ロラツィオーネ・エ・モルテ教会の拡張に伴い、「隠遁者のカメリーノ」の回廊は完全に破壊された。1734年に、スペイン王カルロス3世はファルネーゼ家のコレクションとともに本作を相続し、ナポリのデッリ・ストゥーディ宮殿に移した。1957年に、この宮殿はカポディモンテ美術館と統合され、作品もカポディモンテ美術館の所蔵となった。
「隠遁者のカメリーノ」を装飾していたキャンバス画のうち7点が現存する。『天使にかしずかれるキリスト』は、本作同様カポディモンテ美術館に所蔵されている。一方、フレスコ画は18世紀のサンタ・マリア・デッ・ロラツィオーネ・エ・モルテ教会の拡張に伴い、この教会に移された。
本作を制作してすぐに、ランフランコは、アレッサンドロ・ペレッティ・ディ・モンタルト枢機卿のために同様の作品（プーシキン美術館、モスクワ）を制作した。しかし、プーシキン美術館の作品では、風景は全体の中で中心的な位置を占めているわけではない。また、1646年にランフランコは、ナポリのデイ・ノビーリ (dei Nobili) 祈祷所のリブ（補強材）付きヴォールトに描かれたフレスコ画でも、本作と同様のマグダラのマリアを描いている。

## 主題
マグダラのマリアは娼婦であったが、イエス・キリストの教えによって悔悛した女性である。中世において、彼女はイエスの足に香油を塗って自分の髪の毛で拭う姿が主に表されたが、対抗宗教改革以降のカトリック諸国では、悔悛の祈りを捧げる彼女の敬虔な姿がとりわけ好まれた。一方、本作の主題は、ヤコブス・デ・ウォラギネの『黄金伝説』（1298年）から採られている。それによれば、晩年にマグダラのマリアはプロヴァンスの聖ボーム洞窟にやってきた後、食を絶ち、神の介入だけに頼った。神は1日に7回、天使の姿で姿を表し、彼女を空へと運び、彼女に聖餐の食物を与えた。
この絵画は、まったく独自の風景の概念を提示している。視点は画面の中心の高い位置に設定され、マグダラのマリアは3人のプットたちに空へと運ばれている。一方、画面の残りの部分は、丘、山、湖のあるローマ周辺の田舎を想起させる眺望となっている。
飛翔するマグダラのマリアの身体は、キアロスクーロの強いコントラストと寒色の色調によって描かれた自然の中で、光で造形されている。

## 分析
本作の様式は、アンニーバレ・カラッチだけでなく、フランチェスコ・アルバーニやドメニキーノの理想主義的古典主義とは隔たっており、ガスパール・デュゲが10年後に創造する風景画を予期する、より写実的な自然主義の要素を示している。しかしながら、明るく輝くような色彩が特徴の、素早い筆致による自然観察は、ランフランコがカラッチのもとで修業をしたことを想起させる。

## 展覧会
この絵画は、2023年7月7日から2024年1月8日にかけてルーヴル美術館で開催された「ナポリからパリへ。ルーヴルがカポディモンテ美術館を招待 (Naples à Paris. Le Louvre invite le musée de Capodimonte)」において展示された。